# Elke Pollack
Elke Pollack (* 1960 in Stalinstadt) ist eine deutsche Malerin und Grafikerin.

## Leben und Wirken
Von 1973 bis 1978 besuchte Elke Pollack die Spezialschule für Musik in Dresden. Darauf trat sie 1978 an der Hochschule für Musik in Dresden ein Studium im Fach Violine an, das sie 1983 abschloss. Von 1983 bis 1989 spielte sie im Philharmonischen Orchester Rostock.
1990 begann Elke Pollack ihre Karriere als Malerin. Von 1990 bis 1995 studierte sie Malerei an der Kunsthochschule Berlin-Weißensee. Die Frankfurter Allgemeine Zeitung nennt sie aufgrund ihres künstlerischen Schaffens in der Musik und Malerei „eine künstlerische Doppelbegabung“.  Ihr Diplom machte Pollack bei dem Maler Professor Dieter Goltzsche. Seit 1996 ist sie freischaffende Künstlerin.
Elke Pollack wird zur Berliner Schule gerechnet. Sie gehört zu den bedeutendsten Schülerinnen und Schülern von Dieter Goltzsche. Ihre Werke werden in Deutschland, in der Schweiz und in Frankreich in Ausstellungen gezeigt.
Die Frankfurter Allgemeine Zeitung nannte sie ein „Talent in der Tradition der auf Gegenständlichkeit und Reduzierung der Form bis zur künstlerischen Verallgemeinerung gerichteten Berliner Schule.“ Pollack habe, so urteilt das Neue Deutschland, „ihren Stil voller Eigensinn und Skepsis, ein bisschen Hochnäsigkeit, Selbstironie“ gefunden. „Es macht eine ungeheure Freude, ihre Bilder zu betrachten. Die Idee der Ironie befähigt sie, das automatische Auftauchende und Zufällige mit seinen überraschenden Konsequenzen anzunehmen.“
Pollack hat einen Sohn und lebt in Berlin-Prenzlauer Berg.

## Ehrungen
- 2010 Auszeichnung mit dem Impulse Kunstpreis, Osnabrück
- 1999–2000 erneut das Förderstipendium der Käthe-Dorsch-Stiftung
- 1999 3. Preis im Künstlerwettbewerb Künstler sehen Marzahn
- 1998 Bildankauf durch den Deutschen Bundestag
- 1998 Förderstipendium der Käthe-Dorsch-Stiftung sowie das Arbeitsstipendium der Stiftung Kulturfonds Berlin im Künstlerhaus Lukas in Ahrenshoop
- 1997 erhielt sie das Stipendium der Sparkassen-Kulturstiftung Hessen-Thüringen im Künstlerhaus Willingshausen in Hessen

## Ausstellungen (Auswahl)
- 2015 Galerie Amtares, Paris-Montmartre; Galerie der Hellen Panke; Galerie im Hofefeld, Frauenstein[4]
- 2014 Café "Sibylle", Berlin; Art Mathieu, Olten, Schweiz; Galerie Amtares, Paris-Montmartre "Vom Leben aus der Stadt"
- 2012 Kunsthaus Flora, Berlin-Mahlsdorf "Menschen und Medusen"; Galerie am Platz des Friedens, Hanau-Steinheim; Cologne Paper Art, Köln; Kunstmesse für Grafik und Paperworks, ART ULM; Vernissage Künstlerforum Schwetzingen
- 2011 Galerie Hellbusch, Mainz
- 2009 Künstlermesse ART Brandenburg; Künstlermesse HanseArt, Bremen
- 2005 Junge Galerie, Heidelberg
- 2003 Galerie am Wasserturm, Berlin - Prenzlauer Berg; Galerie "Remise Degewo", Berlin-Pankow
- 2001 Teilnahme am Symposium des Kunstvereins Kutaisi, Georgien
- 1998 Wissenschaftskolleg zu Berlin (Institute for advanced study); Galerie am Wasserturm, Berlin-Prenzlauer Berg; Galerie Schloss Biesdorf, Berlin[5]